# أماندا راندولف
أماندا راندولف (بالإنجليزية: Amanda Randolph) هي عازفة جاز وملحنة ومغنية مؤلفة وممثلة أمريكية، ولدت في 2 فبراير 1896 في لويفيل في الولايات المتحدة، وتوفيت في 24 أغسطس 1967 في دوارتي في الولايات المتحدة بسبب سكتة دماغية.

## وصلات خارجية
- أماندا راندولف على موقع IMDb (الإنجليزية)
- أماندا راندولف على موقع ميوزك برينز (الإنجليزية)
- أماندا راندولف على موقع قاعدة بيانات برودواي على الإنترنت (الإنجليزية)
- أماندا راندولف على موقع إن إن دي بي (الإنجليزية)
- أماندا راندولف على موقع ديسكوغز (الإنجليزية)
- أماندا راندولف على موقع قاعدة بيانات الفيلم (الإنجليزية)